# ネオジオポケットカラー
ネオジオポケットカラー（NEOGEO POCKET COLOR）は、1999年3月19日にエス・エヌ・ケイが発売した携帯型ゲーム機。ネオジオポケットの上位機種。略称は「NGPC」。
なお、小型廉価機であるNEWネオジオポケットカラーに関しても本項で述べる。

## 概要
キャッチコピーは「I'm not BOY. 誰だってBOYを捨てるときがくる」。
1999年1月20日にエス・エヌ・ケイは「ネオジオポケットカラー」を同年3月19日に発売することを発表。価格は8,900円。

## ハードウェア
ネオジオポケットカラーは、モノクロ8階調だったネオジオポケットの画面表示をカラー化（4096色中146色表示）したものである。これに伴いコントラスト調整ダイヤルが廃止された。その他の要素についてはほとんど変化していないが、使用電池が単4から単3になり、液晶画面上部に英文表記と赤い「COLOR」のロゴが入り、AおよびBボタンの収まるパネル部に凹みが設けられている、背面中央部が凹んでいるなどの微細な違いは見られる。
ネオジオCDおよびネオジオポケットで採用されている、左親指で操作するレバーを踏襲している。
ネオジオポケット（モノクロ版）用ソフトは本機でも動作させることができるが、ネオジオポケットカラー用ソフトとは違いカラー表示はできない。ただし、内蔵ソフトにモノクロ対応ソフトの表示色の設定が追加されており、擬似カラーを割り当てることができる。

### 仕様
基本はネオジオポケットと同様で、異なるのは色数と電源、連続動作時間、サイズ、重量程度。
- CPU - 16ビット（東芝製TLCS-900/Hコア 最大クロック周波数6.144MHz）＋8ビット（Z80相当品 クロック周波数3.072MHz/サウンド用）
- 色数・解像度 - 4096色中146色 160ドット×152ライン
- モノクロ用ソフトの場合は5種類の疑似カラー表示。
- 画面 - 2.6インチ反射型TFT液晶 45mm×48mm
- スプライト - 8×8ドット、3色＋透明1色、512枚同時表示
- サウンド - 矩形波3ch＋ノイズ1ch＋DAC 2ch
- メディア - ROMカセット
- 電源 - 単3乾電池2本＋リチウムボタン電池CR2032（バックアップ用）×1個
- 連続動作時間 - 約40時間
- 外部端子
- 5ピンコネクター（本体上面右寄りに配置、通信ケーブル等用）
- ステレオヘッドホン端子
- ACアダプター端子
- 操作系 - 8方向ジョイスティック、A・Bボタン、OPTIONボタン、電源ボタン、音量調節つまみ
- 内蔵ソフト - 占い、時計・アラーム機能、各種設定機能
- サイズ - 130mm×80mm×30mm
- 本体重量 - 145グラム（電池込みで約195グラム）

## カラーバリエーション
- プラチナシルバー
- カーボンブラック

- オリジナルカラー
  - プラチナシルバー
  - プラチナブルー
  - カーボンブラック
  - カモフラージュブルー
  - ストーンブルー
  - クリスタルホワイト
- 限定版
  - 阪神タイガースバージョン - 1999年7月29日発売のクリアブラックとイエローの2色で虎縞を表現したモデル。阪神が1999年のシーズン開始当初、非常に好調だったことから発売された[3]。

## 周辺機器
基本的にモノクロ版の周辺機器がそのまま使用可能。
充電式バッテリー
ロゴ入りの単3ニッケル水素二次電池。バッテリー単体のほか、充電器とのセット販売もあり。本機用とされていたが特別な仕様ではなく、他の機器にも流用可能。

## NEWネオジオポケットカラー
NEWネオジオポケットカラー（NEW NEOGEO POCKET color）は、SNKが1999年10月21日に発売した携帯型ゲーム機。略称は「NNGPC」。
ネオジオポケットカラーの小型・廉価版である。生産・修理サポートは終了している。

### 仕様
- サイズ - 126mm×74mm×30mm
- 本体重量 - 120グラム（電池込みで約170グラム）
- 価格 - 6,800円

### カラーバリエーション
- カーボンブラック

- オリジナルカラー
  - ソリッドシルバー
  - プラチナブルー
  - パールブルー
  - クリスタルブルー
  - クリスタルイエロー
  - クリスタル
  - カーボンブラック
  - カモフラージュブルー

## ソフトウェア
ローンチタイトルは『キング・オブ・ファイターズR-2』、『ベースボールスターズ カラー』など8タイトル。
発売期間は1998年10月から2001年9月までの約3年であり、同時期に展開されていた他メーカーの携帯型ゲーム機と比較すると短命に終わった。

## 評価
前機種であるネオジオポケットの発売日はライバルであるゲームボーイカラーの発売から一週間後であり、それから約5か月後にはネオジオポケットカラーが発売されたことに対して、ファミ通のウワーマンは自分を含むゲームファンにとってこのスパンの短さに戸惑いを覚えたと振り返っている。
4Gamer.netの早苗月ハンバーグ食べ男も、一般説としてネオジオポケット（税抜7800円）発売と同時に上位機種であるネオジオポケットカラー（税抜8900円）を告知したことで初動でブレーキがかかったことを取り上げたうえで、もしこの二者を親機/子機に見立てたうえの対戦や協力プレイを目玉としていれば結果は違ったのではないかと評価した。

## 販売終了後の展開
2016年9月には有志により電池フタの3Dプリンター用データが公開された。
2020年4月、Nintendo Switchで『NEOGEO POCKET color Selection』と題し、ネオジオポケットカラーのゲームタイトルの配信が始まった。第1弾は『SNK GALS’ FIGHTERS』。